# Каллісто Пасува
Каллісто Пасува (англ. Callisto Pasuwa; нар. 20 червня 1970, Мутаре, Зімбабве) — зімбабвійський футболіст, що грав на позиції півзахисника. По завершенні ігрової кар'єри — тренер. З 2015 року очолює тренерський штаб збірної Малаві.

## Клубна кар'єра
У дорослому футболі дебютував 1997 року виступами за команду клубу «Дайнамоз». 
Своєю грою за цю команду привернув увагу представників тренерського штабу клубу «Спортінг Лайонс» (Хараре), до складу якого приєднався 2002 року. 
2004 року повернувся до клубу «Дайнамоз», за який відіграв 2 сезони. Завершив професійну кар'єру футболіста виступами за «Дайнамоз» 2006 року.

## Виступи за збірну
1997 року дебютував в офіційних матчах у складі національної збірної Зімбабве. Протягом кар'єри у національній команді, яка тривала 7 років, провів у формі головної команди країни лише 12 матчів.

## Кар'єра тренера
Розпочав тренерську кар'єру, повернувшись до футболу після невеликої перерви, 2011 року, очоливши тренерський штаб клубу «Дайнамоз».
2015 року очолив тренерський штаб команди Зімбабве. Як тренер був учасником Кубка африканських націй 2017 року у Габоні.